# Giv'at Ša'ul (vrch)
Giv'at Ša'ul (hebrejsky: גבעת שאול, arabsky: Tel el-Ful) je hora o nadmořské výšce 838 metrů v pohoří Judské hory v Izraeli, respektive v Izraelem okupovaném Východním Jeruzalému, který spadá pod Západní břeh Jordánu, ale byl administrativně začleněn do hranic města Jeruzalém.

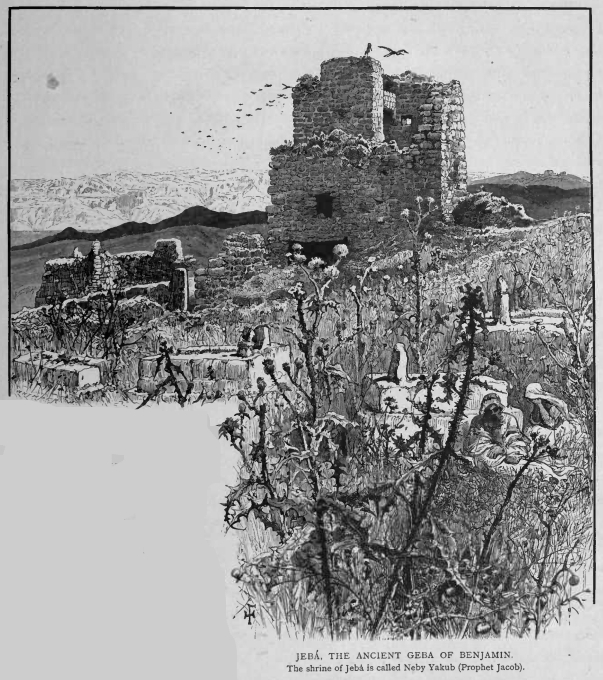
Gibeat na kresbě z roku 1880

Nachází se cca 5 kilometrů severně od centra Jeruzaléma, na pomezí čtvrtí Bejt Chanina a Pisgat Ze'ev. Má podobu odlesněného pahorku, který vystupuje z převážně ploché vyvýšeniny v severní části města. Na východ od ně stéká vádí Nachal Zimri. Místo má historicky význam a dlouhou tradici osídlení. Je identifikováno jako rodiště biblického krále Saula. Je známo také pod jménem Gibeat. V době okolo roku 1200 před naším letopočtem zde bylo sídlo kmene Benjamín. V roce 1965 si na vrcholu Giv'at Šaul začal jordánský král Husajn I. stavět svou rezidenci. Rozstavěný skelet jordánského královského paláce nebyl po roce 1967 nikdy dokončen a dominuje krajině.